# Pseudexechia monica
Pseudexechia monica är en tvåvingeart som beskrevs av Kjaerandsen 2006. Pseudexechia monica ingår i släktet Pseudexechia och familjen svampmyggor. Inga underarter finns listade i Catalogue of Life.